# Dianthus robustus
Dianthus robustus är en nejlikväxtart som beskrevs av Pierre Edmond Boissier och Ky. Dianthus robustus ingår i släktet nejlikor, och familjen nejlikväxter. Inga underarter finns listade i Catalogue of Life.